# أسوس
أسوس (بالإنجليزية: ASUSTeK Computer Incorporated)‏ هي شركة تايوانية تصنع اللوحات الأم، والمساعدات الرقمية الشخصية، والحواسيب المحمولة واللوحية، والخواديم (Servers)، ومنتجات الشبكات، والهواتف النقالة، وصناديق الحاسوب، وعتاد الحاسوب، وأنظمة تبريد الحاسوب.
الشركة مسجلة في كل من بورصة لندن، وبورصة تايوان.

## النطق
النطق الصحيح -حسب الشركة- هو Ah-SUS.

## الرؤية والرسالة
تسعى شركة أسوس باستمرار أن تكون متكاملة وتوفر الحلول لـ (الحاسوب والاتصالات والإلكترونيات الاستهلاكية) التي من شأنها أن تبسط حياة العملاء وتمكينهم من تحقيق كامل إمكاناتهم باعتبارها لاعبًا رئيسًا في صناعة تِقانة المعلومات. فلسفة أسوس وراء المنتج الذي تنميه لتحقيق الأساسيات أولًا قبل المضي قدمًا، أدت إلى تأسيس العمود الذي يمكن الاعتماد عليه من مكونات الحاسوب مثل اللوحات الأم، وبطاقات الرُّسوم، وأجهزة التخزين الضوئية. أسوس لديها الآن أكثر من 16 خط إنتاج، بما في ذلك المعدات الكهربائية والإلكترونية في صناعة الخوادم وأجهزة الحاسوب المحمولة، وأجهزة الشبكة، والاتصالات، وشاشات الكريستال السائل، وأجهزة التلفاز، والتطبيقات اللاسلكية.

## الشركة خلال سنوات
أسوس تأخذ اسمها من بيغاسوس، الحصان المجنح في الأساطير اليونانية الذي يرمز للحكمة والمعرفة. وهو يجسد القوة والنقاء وروح المغامرة.
نمت صناعة تقنية المعلومات في تايوان بشكل كبير خلال العقود القليلة الماضية وكانت الشركة في طليعة هذا النمو وعلى الرغم بأنها بدأت بكونها شركة متواضعه لتصنيع اللوحات الأم مع عدد قليل من الموظفين، هي الآن الشركة الرائدة في مجال التقنية في تايوان مع أكثر من 11,000 موظف حول العالم.
- 2008: وول ستريت جورنال آسيا وضتعها في المركز رقم واحد في الجودة والخدمة، كما أنها احتلت المرتبة الأولى في فئة أجهزة تقانة المعلومات في تايوان لعام 2008. وهي من ضمن أعلى 10 مسح للعلامات التجارية العالمية مع قيمة العلامة التجارية لمجموعة الولايات المتحدة 1,324,000,000 دولار.
- 2009: ابتداءً من 26 تشرين الثاني 2009، 29.2٪ من أجهزة الحاسوب الشخصية التي بيعت في الأشهر الـ 12 السابقة في جميع أنحاء العالم كانت من إنتاج شركة أسوس، ظهرت أسوس في «إنفوتك 100 بيزنيس» و«آسيا أفضل 10 شركات لتقانة المعلومات» في التصنيف العالمي.
- 2011: الابتكار كان المفتاح لنجاح أسوس. بعد أن كُشف النقاب عن PadFone للجمهور في كمبيوتكس 2011، أعلن رئيس أسوس عن TAICHI ولوحي Transformer.

TAICHI هو Ultrabook مع شاشة عرض فريدة باللمس المتعدد على الوجهين، كما بإمكانها التحول من لوحي إلى حاسوب كفي في لحظة، وذلك ببساطة بواسطة رفع الغطاء الخاص بها. جنبا إلى جنب مع مجموعتها الجديدة المثيرة لويندوز RT ولوحي ويندوز 8، أسوس لديها مجموعة رائعة من المنتجات المبتكرة التي من شأنها أن تتجاوز خيال المستخدمين مع دخول العالم عصر جديد من الحوسبة السحابية.
فازت منتجات أسوس بـ 3,886 جائزة دولية وعدد كبير من الأوسمة عام 2011 - مما يعادل 10 جوائز في اليوم، كل يوم.

## العمليات
- حتى العام 2009، كانت شركة أسوس تمتلك العديد من المصانع التابعة لها حول العالم، 4 مصانع في تايوان، مصنع في المكسيك ومصنع في جمهورية التشيك. كما تملك حديقة أسوس هاي تك (ASUS Hi-Tech) الموجودة في مدينة زوشو في الصين التي تمتد على مساحة 540.000 متر مربع أي ما يعادل مساحة 82 ملعب كرة قدم.
- قدرة الإنتاج الشهرية لدى أسوس هي 2 مليون لوحة أم (Motherboards) و15.000 حاسوب كفي (Notebook).
- تدير أسوس 50 موقع خدمة في 32 بلدًا ولديها شركاء خدمة أكثر من 400 في جميع أنحاء العالم. كما تقدم دعمًا في 37 لغة.

## المنتجات
تنتج أسوس اللوحات الأم وبطاقات الرسومات، وبطاقات الصوت، محركات الأقراص الضوئية، والمساعدات الرقمية الشخصية (PDAs)، وشاشات الحاسوب وأجهزة شبكات الحاسوب والهواتف المحمولة ومكونات الحاسوب، ولديها تقنية الاستشعار عن بعد في حركة أسوس Wavi على جلب اعتراف الحركة إلى جهاز الحاسوب.

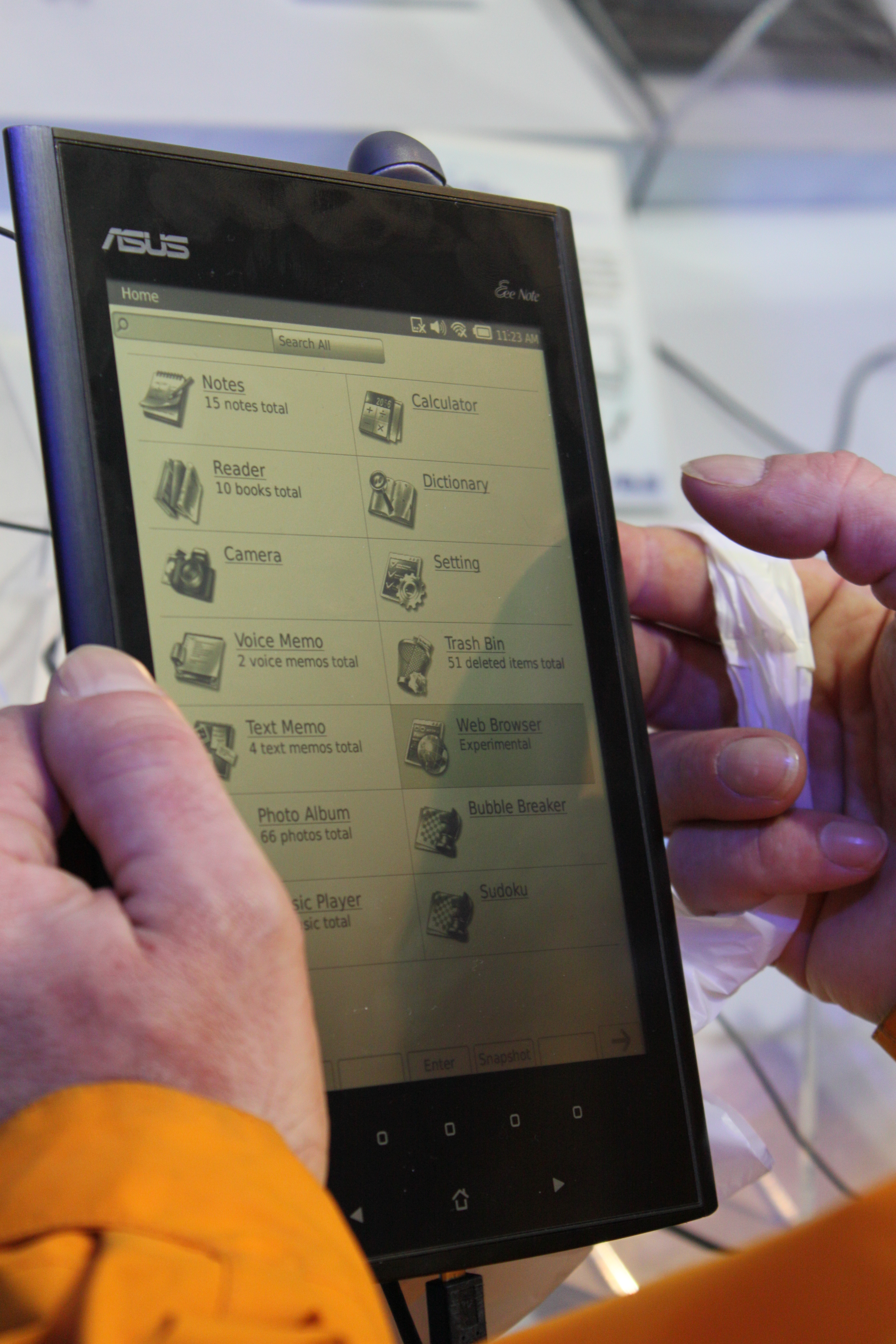
Asus Eee Note  [لغات أخرى]‏ EA-800
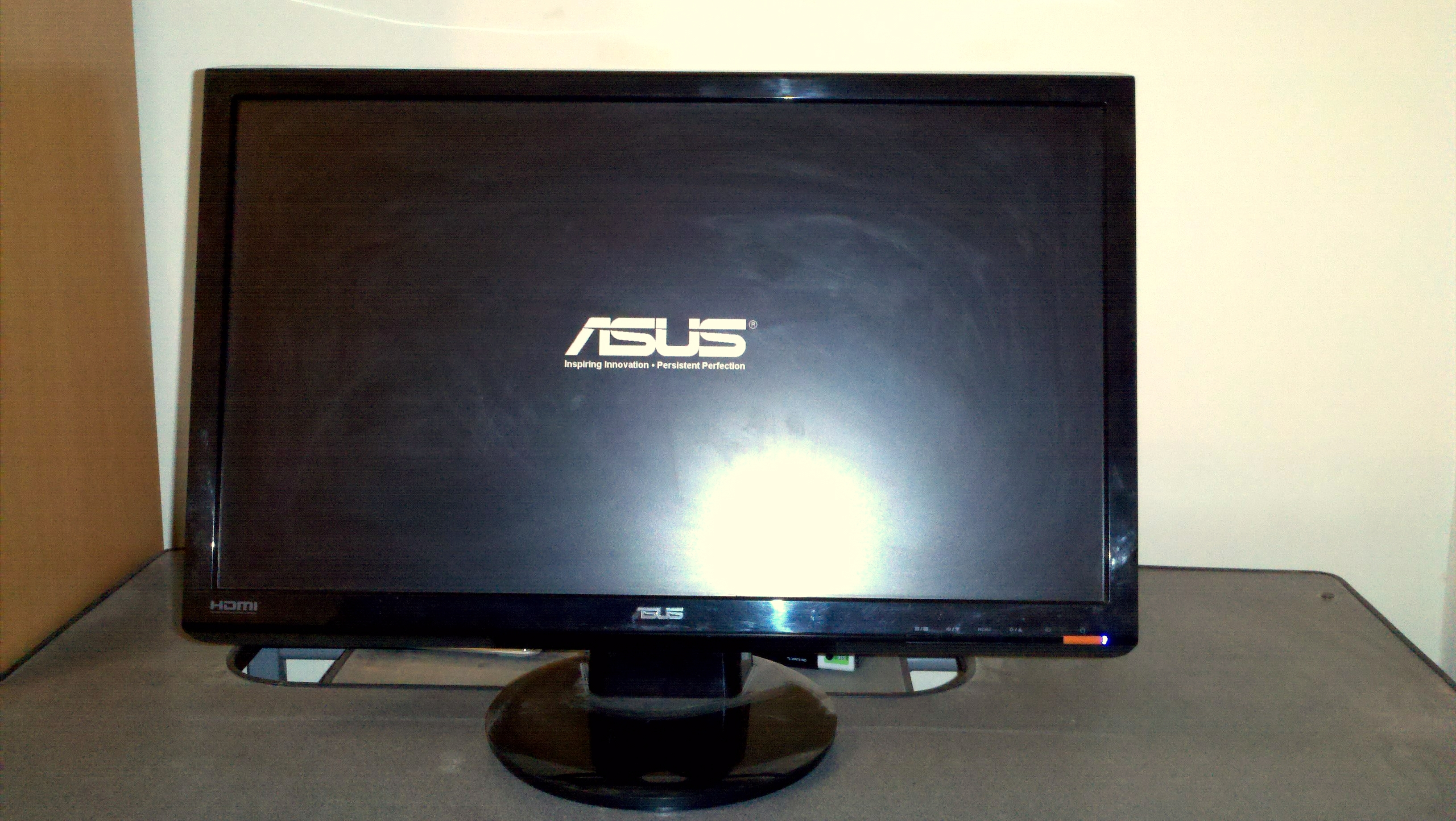
Asus VH242-H 24" Wide LCD Monitor. 2010
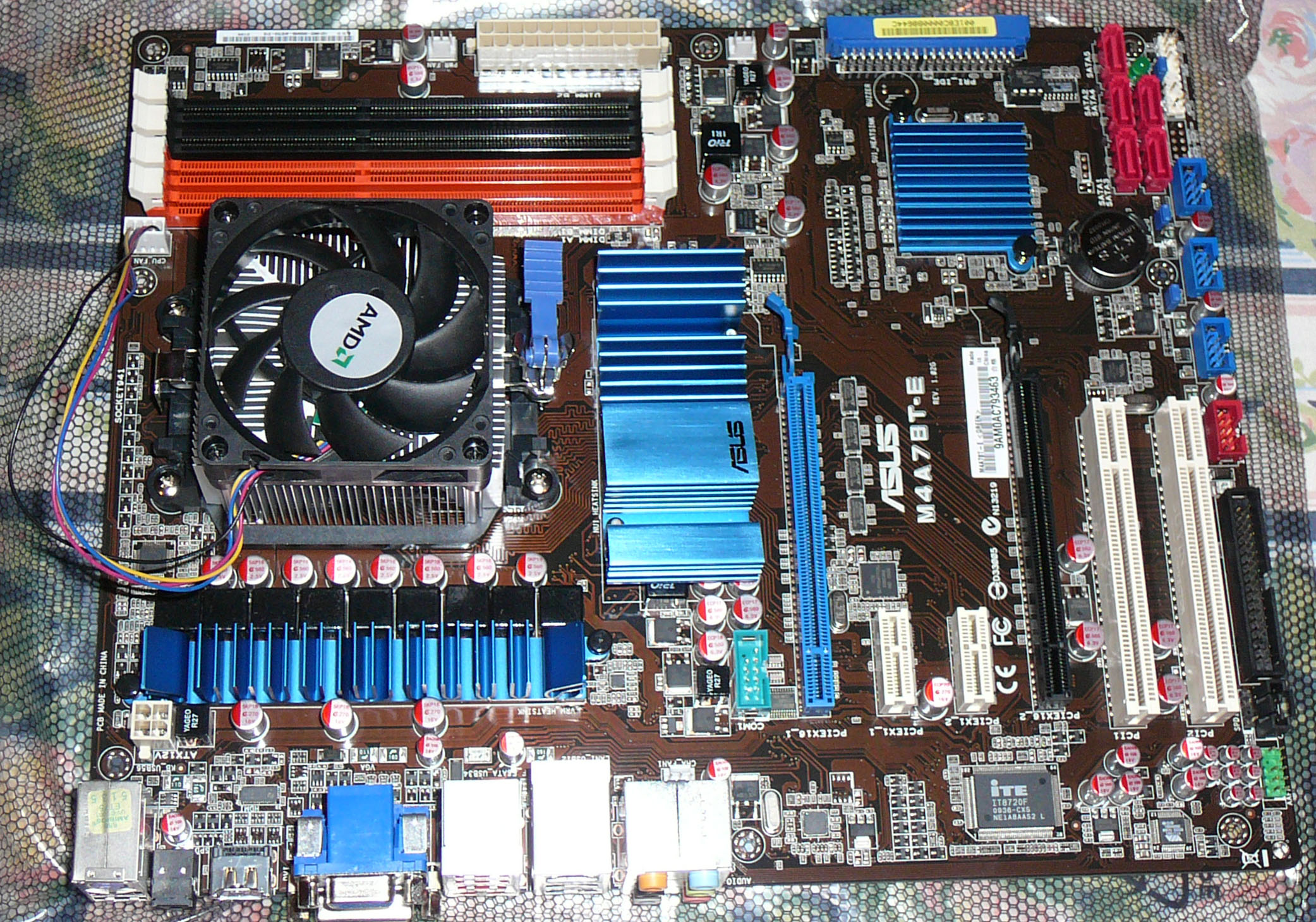
لوحة أم من أسوس بالاشتراك مع شركة AMD
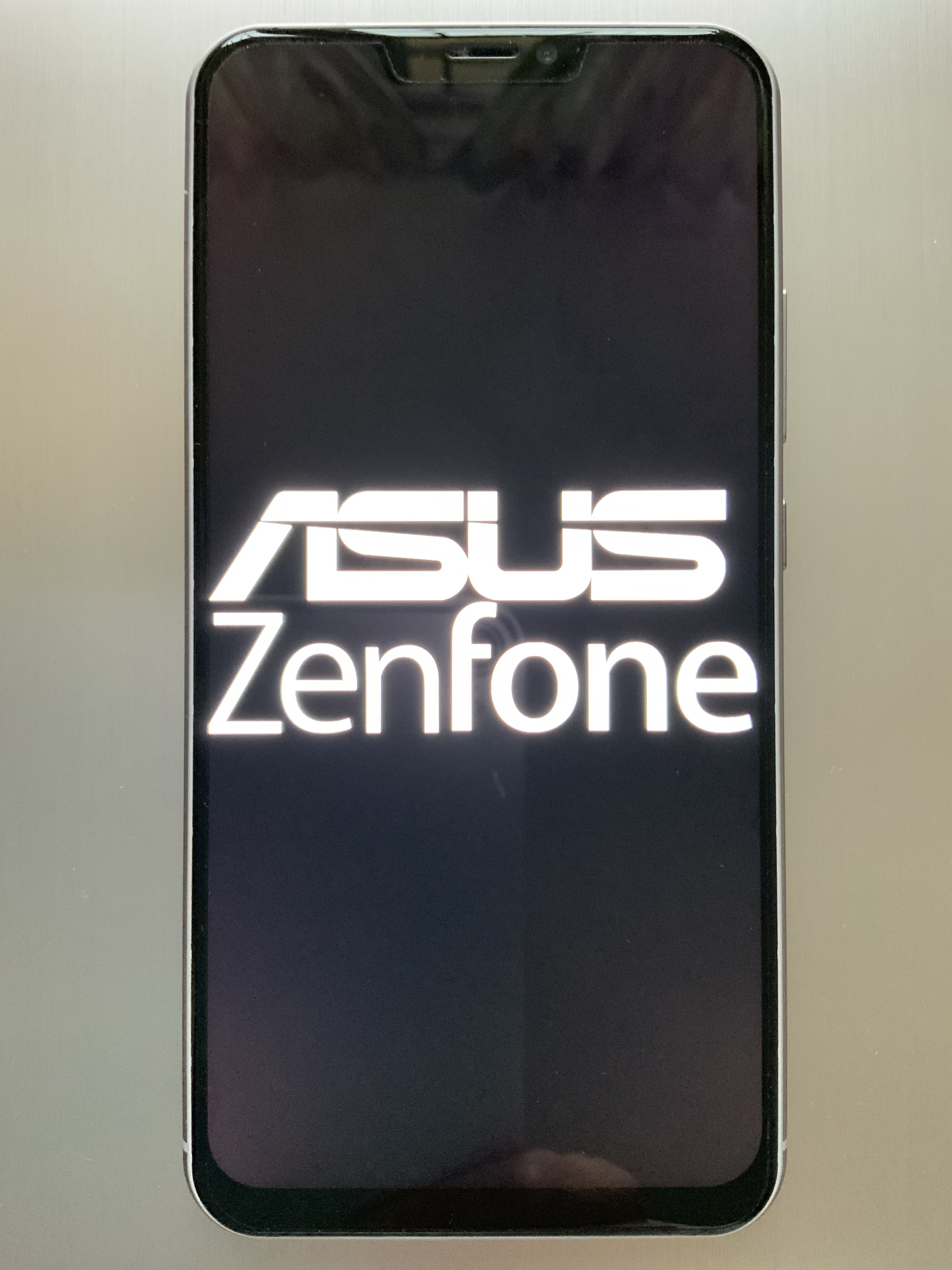
ASUS ZenFone
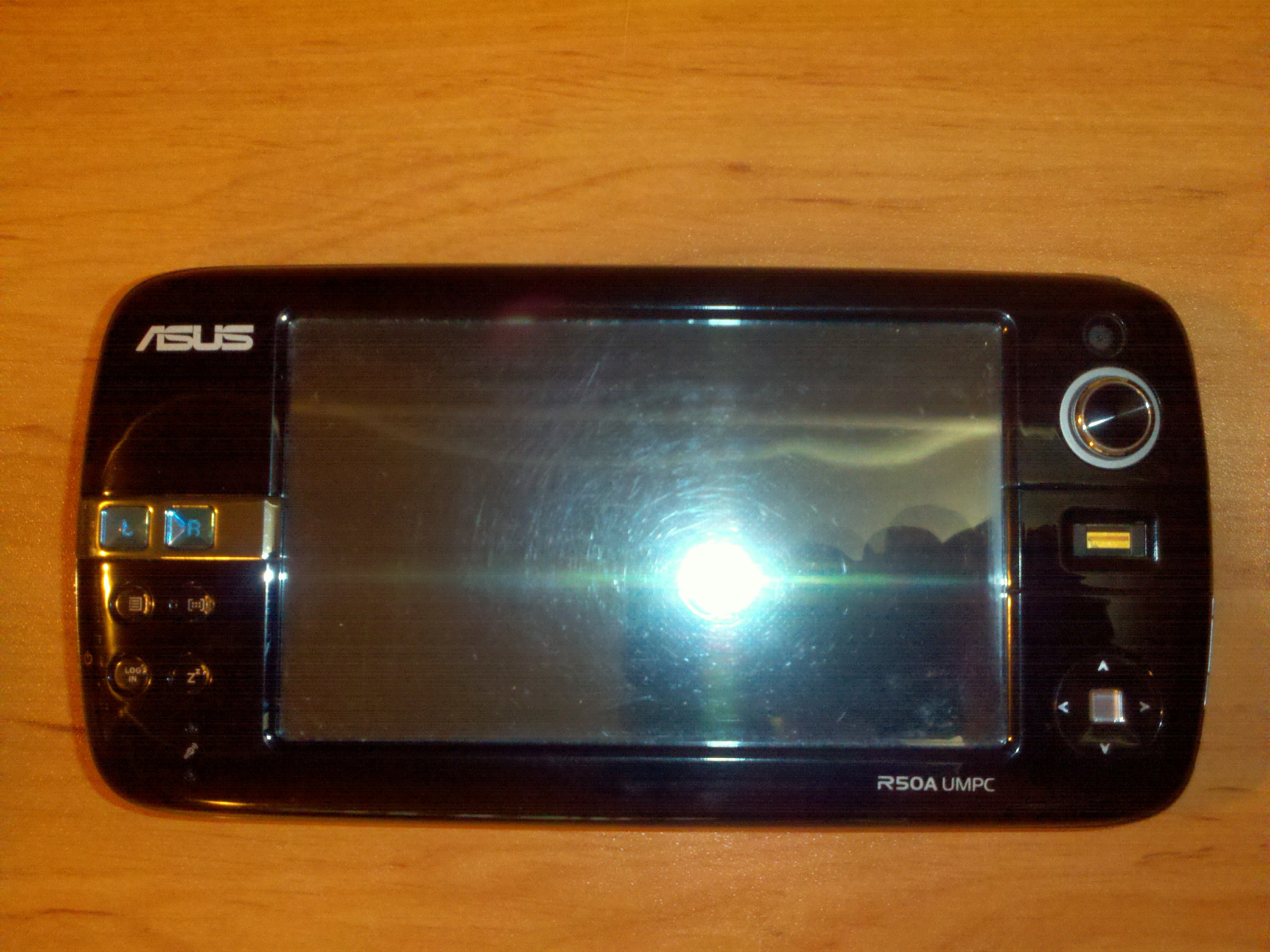
Asus R50A UMPC 2008
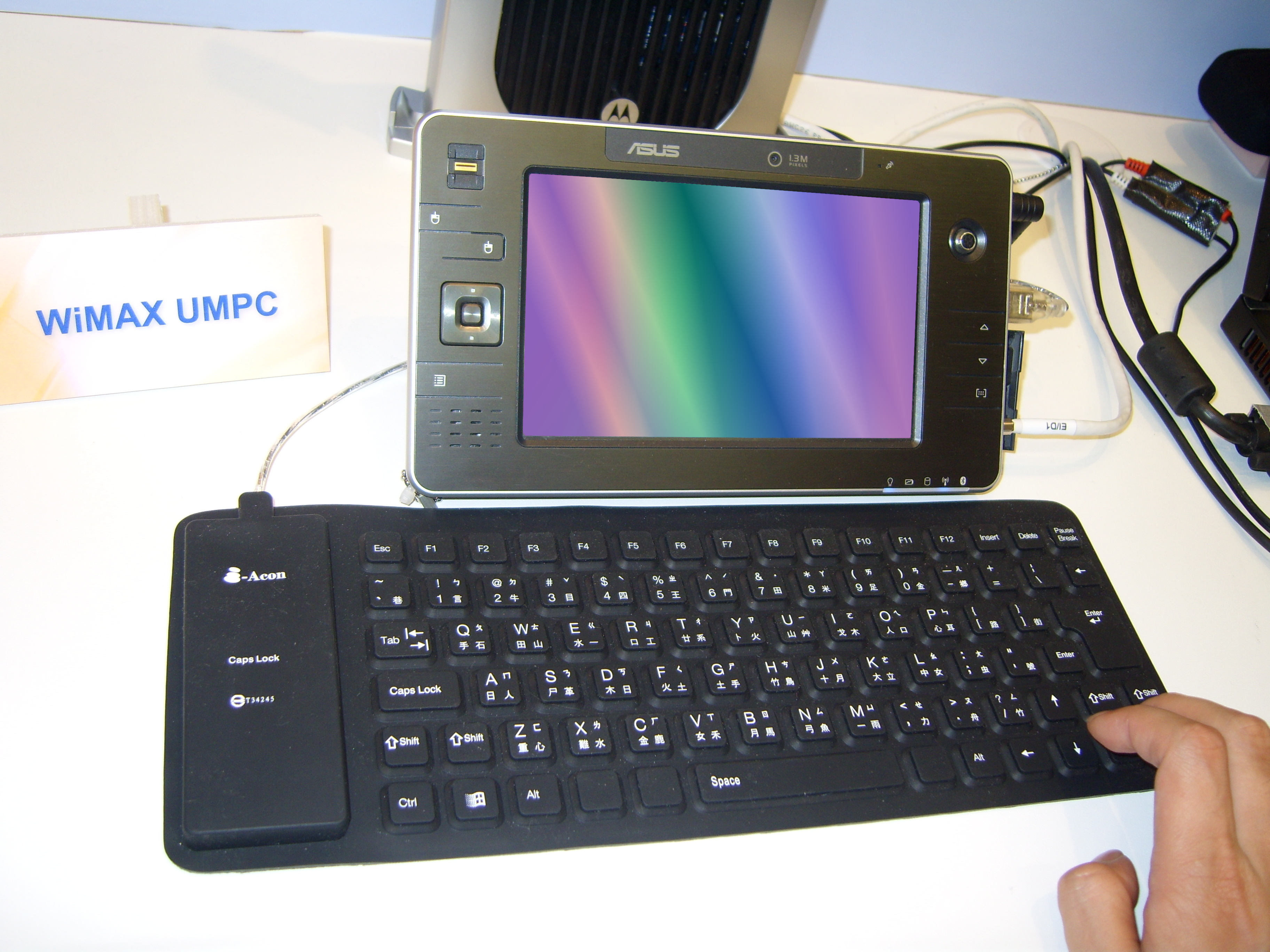
Asus R2E UMPC 2007

## أجهزة الحاسوب المحمولة
تم اختبار أجهزة الحاسوب المحمولة تحت شروط صارمه وفي المواقع الأكثر غرابة.
- صفر عيوب في انعدام الجاذبية

قدمت R&K أجهزة الحاسوب ومعدات إلكترونية لبعثات الطيران ورواد الفضاء على متن محطة الفضاء MIR مع اثنين من أجهزة أسوس المحمولة. عمل كلا الجهازين بطريقة طبيعيه خالية من المتاعب طوال المدّة (600 يوم في الفضاء).
قال رائد الفضاء الروسي سيرجي افدييف «لم ترتفع درجة حرارة أجهزة أسوس المحمولة أبدا مثل تلك المصنوعة من قبل شركات أخرى»، وقال «التدفق الحراري في الفضاء وعلى الأرض مختلف تمامًا. الأجهزة التي تملك حلول أفضل لتبديد الحرارة ستتمكن من البقاء على قيد الحياة»
- إنقاذ الأرواح في الجو

NRMA CareFlight وحدة الطوارئ الطبية ومروحية الإنقاذ العاملة في نيوساوث ويلز، أستراليا، تستخدم أجهزة أسوس المحمولة عبر مختلف قطاعات خدماتها. ثم إنها تؤدي دورًا حاسمًا في برنامج CareFlight الرامي إلى تحسين معدلات البقاء على قيد الحياة لضحايا الحوادث الذين يعانون من صدمة شديدة في الرأس. والحوسبة المتنقلة لهذه الأجهزة تتيح الوصول السريع للفريق الطبي أسرع من سيارة الإسعاف المحلية، ويمكن أن تقلل من أعداد الوفيات المرتبطة بصدمات الرأس بنسبة 33٪.
قال مدير العلاقات المجتمعية لـ CareFlight «الطيارين معجبين جدا بأجهزة أسوس M5 وقدرتها على الثَّبات في وجه اهتزاز الطائرة.» وقال «نحن الآن على استعداد لتثبيت الأجهزة في جميع طائراتنا وربطهم بأجهزة الملاحة على متن الطائرة.»
- النجاة من المطبات على الطرق الوعرة

وضعت أجهزة أسوس المحمولة في أقصى درجات الحرارة خلال سباق باتاغونيا عام 2000، الذي اجتيز بواسطة صحاري شديدة الحرارة وجبال تغطيها الثلوج. برعت أجهزة ASUS في كونها بمنزلة أجهزة ملاحة، وذلك بفضل وظائف الـ GPS المدمجة فيها والقدرة على عرض خرائط ديناميكية. كما كانت أيضًا بمنزلة أدوات للاتصال، وتوفير البريد الإلكتروني ومؤتمرات الفيديو ثنائية الاتجاه.
قال منظم السباق «حواسيب أسوس نجت من ظروف قاسية في هذه الرحلة المضنية بشكل جيد، دون عيب واحد».
- في المقدمة

تم اختيار مجموعة من أجهزة أسوس المحمولة، التي تضمنت U5 ،S6 (إصدار الجلد والخيزران)، وW7 U1 من قبل فريق تسلق الجبال في رحلة استكشافية لجبل إفرست.
في معسكر القاعدة على ارتفاع 5000 متر فوق مستوى سطح البحر، فشلت أجهزة الحاسوب المحمولة الأخرى بسبب درجة الحرارة المنخفضة للغاية، ولكن أجهزة أسوس واصلت العمل. وبمثابة تحية للتقنية الصديقة للبيئة، أخذ قائد الفريق الكابتن وانغ يونغ فونغ الحاسوب أسوس U5 المحمول معه إلى الذروة (8848 متر فوق مستوى سطح البحر) وبهذا أصبحت أجهزة أسوس الأولى من نوعها في العالم للوصول إلى قمة جبل ايفرست.
- إلى أقاصي العالم

أثبتت أجهزة أسوس المحمولة مرارًا وتكرارًا قدراتهم في انخفاض درجات الحرارة في القطبين الشمالي والجنوبي.
في 16 ديسمبر 2003، شرع المتسلقين شي وانغ وليو جيان في رحلة استكشافية إلى قمة فينسون من 16000، أعلى قمة في القارة القطبية الجنوبية، حيث من المعروف أن درجات الحرارة تنخفض تحت 100 فهرنهايت. جلب المتسلقين معهم جهاز أسوس S200N لتوثيق تجاربهم. التقى الجهاز احتياجاتهم تمامًا: فقد كان خفيف الوزن وصغير الحجم، وكان يملك قرص صلب بسعة كبيرة ويمكن التعامل مع قسوة تسلق الجبل.
قال وانغ «انهم يعملون دون أي مشكلة تحت الظروف المناخية القاسية، وكان من الجميل أن أتمكن من الاعتماد على جهاز حاسوب محمول في الحالات التي يكون فيها الخلل أو ضعف الأداء غير مقبول».

## اللوحات الأم
الشركة المصنعة رقم 1 للوحات الأم في العالم، تسيطر أسوس تقريبًا على 40٪ من حصة السوق. وقد تم بيع أكثر من 420,000,000 لوحه منذ عام 1989. اليوم، في كل حاسوب من أصل 3 توجد اللوحة الأم أسوس.
تم التصويت لـ أسوس كـ «أفضل علامة تجارية للوحة الأم» مدة ست سنوات متتالية من قبل قراء من دليل توم للأجهزة (THG)، وهو موقع يُقرأ على نطاق واسع في مجال مراجعة الأجهزة. في كثير من هذه الانتخابات، التي تعتمد عادة عشرات الآلاف من الناخبين، تلقى أسوس أكثر من نصف الأصوات. جائزة اختيار قراء (THG) تعنى بالمعدات والمنتجات التي تظهر في أعلى مستوى من الجودة والتصميم والشركات التي قدمت أفضل الخِدمات للمستخدمين. وتعتبر هذه الجوائز علامة مميزة للمنتج جيد التصميم والجودة والأداء والقيمة.